# Andrea Casali
Andrea Casali (Roma, 1705 – Roma, 1784) è stato un pittore italiano.

## Biografia

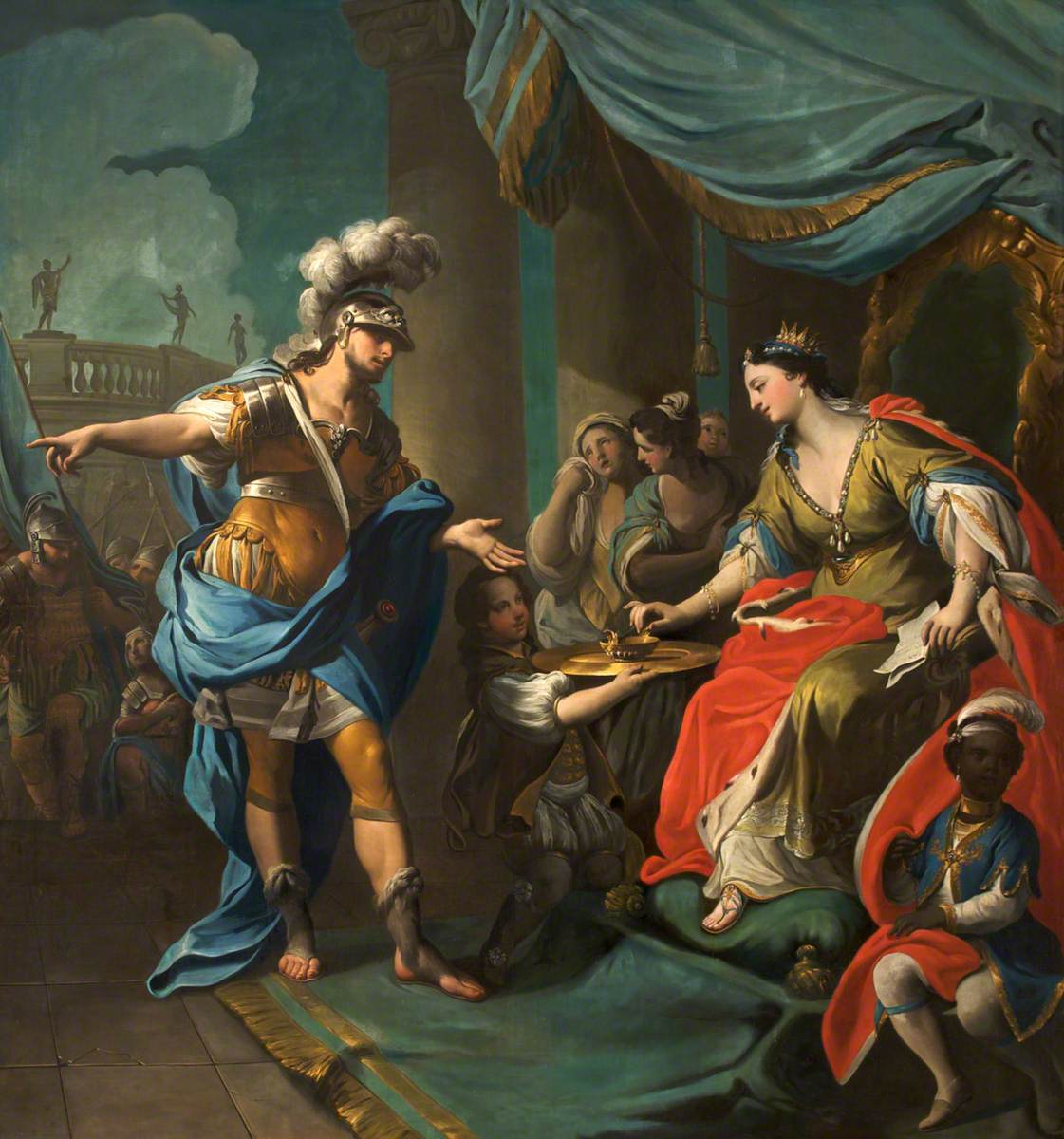
Andrea Casali, Sofonisba si avvelena, 1743

Importante esponente del periodo Rococò, nacque a Roma nel 1705 e fu allievo di Sebastiano Conca. Alcune fonti inglesi dell'Ottocento gli attribuiscono erroneamente una data di nascita posteriore, intorno al 1720.
Nel 1725 ottenne il secondo premio per la II classe del Concorso Clementino, che fu il punto di partenza per la notorietà.
A Roma nel 1728 ricevette la sua prima commissione importante, dipingendo un ciclo di 32 lunette raffiguranti le storie della vita di San Domenico nel chiostro della Basilica di San Sisto Vecchio, durante il pontificato di Benedetto XIII. In seguito a quest'opera, venne premiato con la nomina a cavaliere dell'Ordine dello Speron d'oro. 
Nel 1729 dipinse San Filippo Neri in estasi e due ovali raffiguranti santi francescani nella chiesa di San Gregorio della Divina Pietà. 
In tale periodo eseguì anche diversi dipinti per alcune chiese di Rieti come i due ovali che rappresentano Santa Giacinta Marescotti e Santa Margherita in Sant'Antonio al Monte.
Negli anni trenta del Settecento il cardinale Pietro Ottoboni, suo protettore, fece ristrutturare la cappella del Sacramento nella basilica di San Lorenzo in Damaso per realizzarvi la propria sepoltura ed incaricò Casali di affrescarla; nella volta l'artista dipinse il Sacrificio incruento, un'allegoria biblica, e nei pennacchi gli Angeli.
Nel 1736 dipinse per il Palazzo Reale di Madrid due grandi tele con scene di storia romana: "Sofonisba si avvelena" e "la Vestale Tuccia prova la propria innocenza".
Nelle sue opere Casali conferma una certa equidistanza tra Francesco Trevisani e Sebastiano Conca - ai quali varie volte sue pitture sono state in modo erroneo attribuite - ma con una allure e una nobile eleganza di pretto gusto francese.
Qualità perfettamente sostenute anche dall'abituale ricercatezza dell'abbigliamento e dalla delicatezza dei volti nelle sue tele, che ben sostanziano la intima partecipazione di Casali alle fortune del Rococò, che egli ebbe modo di affinare con i soggiorni a Parigi e soprattutto a Londra. Infatti, dopo la morte nel 1740 del suo protettore, il cardinal Ottoboni, Casali decise di recarsi in Inghilterra, accettando l'invito di alcuni gentiluomini inglesi, tra cui Henry Howard, IV conte di Carlisle e sir Charles Frederick. Arrivò nel Regno Unito nella primavera del 1741 dopo una breve sosta a Parigi, dove venne ammesso all'Academie Royale de Peinture nel gennaio dello stesso anno.
La sua lunga permanenza, che durò più di due decenni, fu interrotta da un viaggio in Germania e Paesi Bassi nel 1748, durante il quale ritrasse lo statolder Guglielmo IV di Orange-Nassau e da un soggiorno a Roma di alcuni mesi tra il 1763 ed il 1764.
Negli anni cinquanta del Settecento si dedicò particolarmente al ritratto, alla pittura religiosa ed a quella decorativa.
Notevole è il ciclo del 1753 raffigurante le Arti e Bacco e Arianna a Ranston nel Dorset; l'ottagono con scene mitologiche conservato nella Argyll House a Richmond nel Surrey, eseguito dopo il 1758, è considerato uno dei lavori più riusciti.
Espose alla Society of Artists e alla Free Society vincendo ben quattro premi tra il 1760 ed il 1766.
Intorno al 1767 tornò a Roma e vi rimase fino l'anno della sua scomparsa. Anche nella Città Eterna continuò ad essere molto popolare e si affermò nell'iconografia sacra.  Negli anni settanta del Settecento, ormai anziano, dipinse varie tele nelle cappelle di destra della chiesa della Santissima Trinità degli Spagnoli (Roma) oltre a quasi tutte quelle laterali del lato sinistro. In particolare nella cappella di Sant'Agnese, sono conservati S. Agnese va al martirio (1773, parete destra) e La Santa appare beata ai genitori (1773, parete sinistra), mentre nella cappella di San Felice di Valois, sul lato destro della chiesa, troviamo San Felice di Valois (1775), La visione di San Felice (1776) e Il miracolo di San Giovanni de' Matha (1776).
Inoltre si dedicò con vivo successo alle tematiche pagane, mitologiche e poetiche.
Sue opere sono in musei di tutto il mondo come il Louvre di Parigi, l'Ashmolean Museum di Oxford, il Museo di Belle Arti (Budapest) ecc. ed in importanti collezioni private.

## Opere

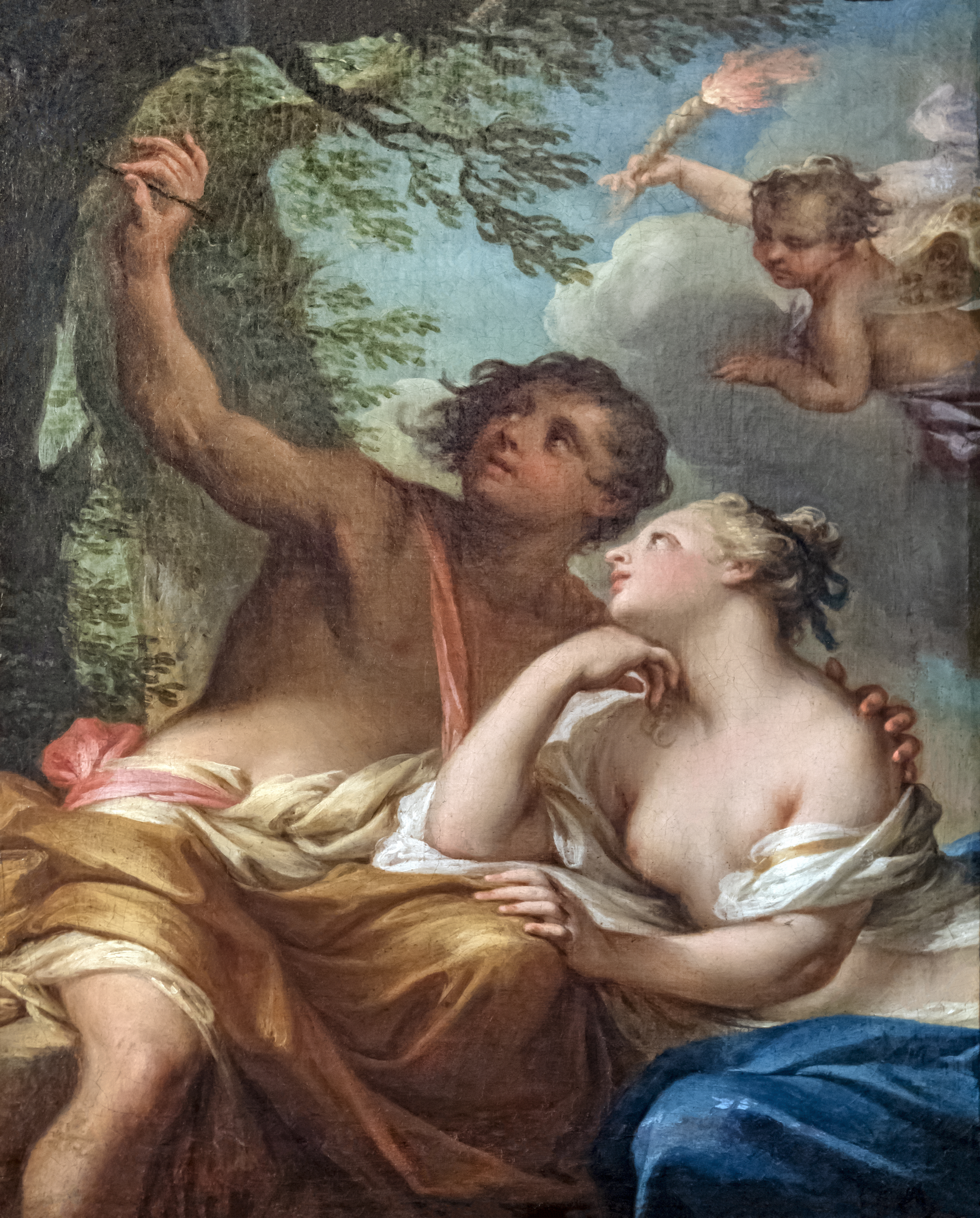
Angelica e Medoro, Fondazione Bemberg Tolosa

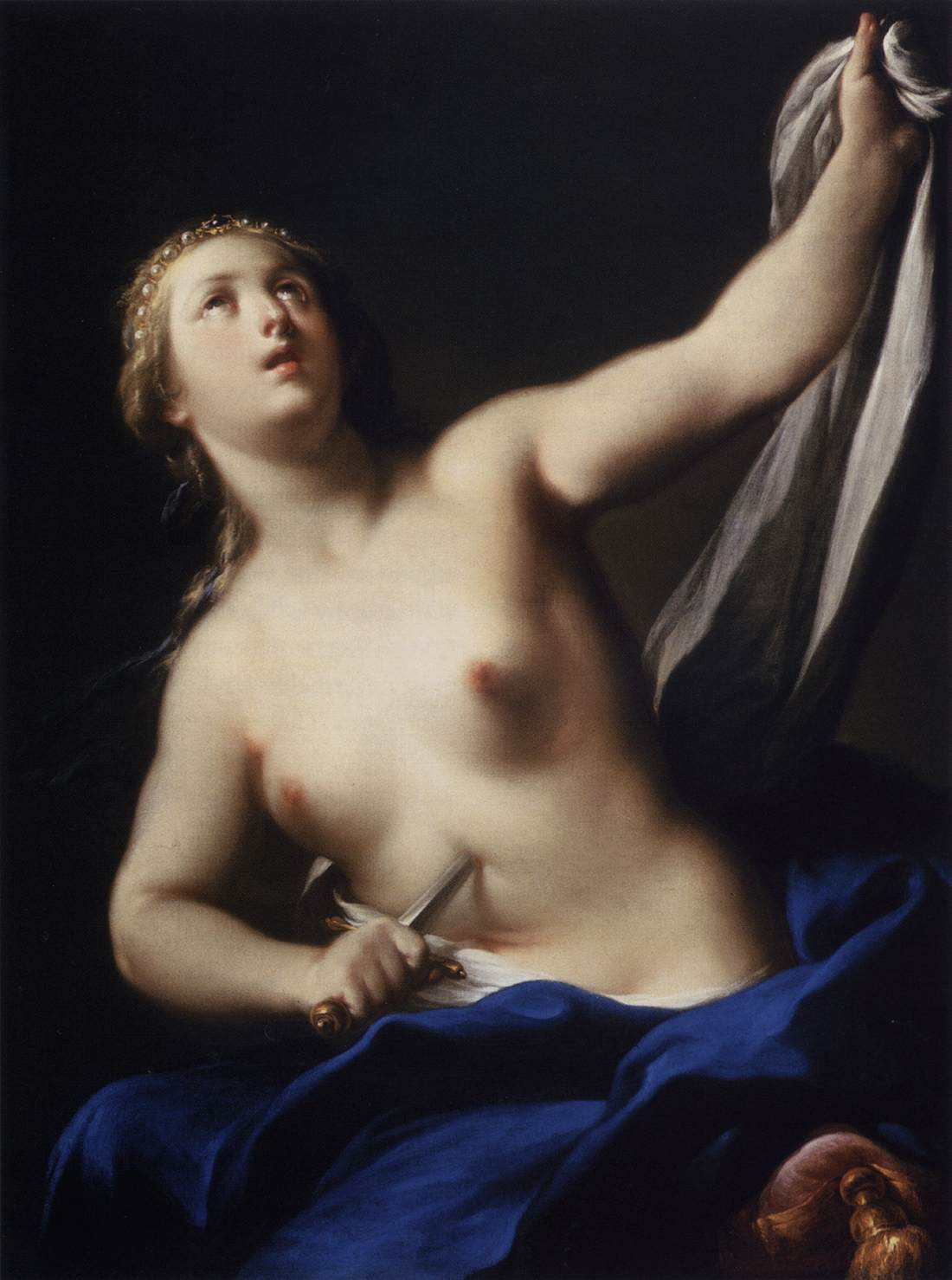
Lucrezia

Vengono menzionate solo alcune opere, diverse da quelle già citate nella biografia:
- Lucrezia che piange la sua disgrazia, 1761, Musée du Louvre, Parigi;
- Adorazione dei Magi, 1750, Foundling Hospital Museum, Londra;
- Allegoria dell'Autunno, 1760 circa, Leeds Museums and Galleries, UK;
- Allegoria dell'Estate, 1760, Holburne Museum of Art, Bath, UK;
- Ritratto di Sir Charles Frederick, 1738, Ashmolean Museum, University of Oxford, UK;
- Lucrezia, Museum of Fine Arts, Budapest;
- Madonna del Rosario, 1731, Palazzo Vescovile, Rieti;
- Annunciazione e Adorazione dei Magi 1738, Accademia Albertina, Torino;
- Madonna con Bambino e L'Innocenza trionfante, Fine Arts Museum, San Francisco, USA;
- Lot ubriacato dalle figlie, collezione privata, New York;
- Martirio di Santa Cristina, 1732, collegiata di Bolsena, Viterbo;
- Angelica e Medoro, Fondazione Bemberg Tolosa
- Bacco e Arianna, 1755, Grundy Art Gallery, Blackpool, UK;
- Galatea, Art Gallery, Glasgow, UK;
- Adorazione dei Magi, Staatsgalerie, Stoccarda, Germania.
- Ercole e Onfale, collezione privata, Roma;
- Lot e le figlie e Susanna e i vecchioni, già collezione Lemme, Roma;
- Il banchetto di Antonio e Cleopatra, collezione privata, Londra, UK;
- Ester e Assuero, collezione Cei, Firenze;
- Allegoria delle Arti e delle Scienze, Dyram Park, Gloucestershire, UK;
- Visione di San Felice di Valois e Scena della vita di San Michele, collezione del marchese di Lozoya, Madrid;
- Continenza di Scipione, Rhode Island School of Design Museum, N.Y., U.S.A;
- San Giovanni Battista in preghiera, Ringling Museum, Sarasota FLA., U.S.A;
- Marco Antonio e Cleopatra, Palazzo Reale della Granja de San Ildefonso, Segovia, Spagna;
- Ritratto di Lady Anne Howard, 1759, Ingatestone, Essex, UK;
- L'assassinio di Sant'Edoardo il Martire, Burton Constable Hall, Humberside, UK;
- William Beckford fanciullo, 1765, già collezione duca di Hamilton, UK;
- Cristo morto compianto dagli angeli, 1737, Cattedrale di San Liberatore, Magliano Sabina, Rieti;
- La famiglia di Dario davanti Alessandro Magno, collezione privata, Amsterdam;
- Adorazione dell'agnello mistico da parte dei ventiquattro anziani dell'Apocalisse, 1735, Museo del Barocco, Palazzo Chigi (Ariccia);